# میشله آلوز
میشله آلوز (به انگلیسی: Michelle Alves) (زاده ۱۹ سپتامبر ۱۹۷۸) مدل برزیلی است.